# پیترزویل، آلاسکا
پیترزویل (به انگلیسی: Petersville) شهرکی در بخش ماتانوسکا-سوسیتنا، آلاسکا ایالت آلاسکا است که جمعیت آن در سرشماری سال ۲۰۰۰ میلادی ۲۷ نفر بوده‌است.